# Anaides longeciliatus
Anaides longeciliatus là một loài bọ cánh cứng trong họ Hybosoridae. Loài này được Balthasar miêu tả khoa học năm 1938.